# 協作版本系統
CVS（英語：Concurrent Versions System，或）代表协作版本系统或者并发版本系统，是一种版本控制系统，方便软件的开发和使用者协同工作。
很多开源或者自由软件项目都使用CVS作为其程序员之间的中心点，以便能够综合各程序员的改进和更改。这些项目包括：Gnome、KDE、GIMP、Wine等。CVS的使用获GNU通用公共许可证授权。
这是一个将一组文件放在层次目录树中以保持同步的系统。人们可以从CVS服务器上更新他们的本地层次树副本，并将修改的结果或新文件发回；或者删除旧文件。
CVS基于客户端/服务器结构的行为使得其可容纳多用户，构成网络也很方便。这一特性使得CVS成为位于不同地点的人同时处理数据文件（特别是程序的源代码）时的首选（现已被Git、SVN等逐渐替代）。

## 限制
- CVS不支援檔案的复制和重新命名。
- 沒有原子性提交（Atomic commit）
- CVS只支援文字檔。

## 支援CVS的IDE
- Vim
  - plugin: Menu for CVS-Versioncontrol （页面存档备份，存于）
- Emacs
- Anjuta
- Dev-C++
- Eclipse
  - Aptana
- NetBeans
- IntelliJ IDEA
- wxDev-C++
- KDevelop
- Komodo IDE
- Aqualogic
- Xcode
- PhpED
- PHPEdit
- JDeveloper
- Oracle SQL Developer
- SlickEdit

## 外部連結
- CVS中文手册(簡體 GBK)。
- CVS - Concurrent Versions System （页面存档备份，存于） （英文），CVS的網站，目前已不再維護。